# Capnodis tenebricosa
Capnodis tenebricosa ist ein Käfer aus der Familie der Prachtkäfer und der Unterfamilie Chrysochroinae. Die Gattung Capnodis ist in Europa mit sechs Arten, in Mitteleuropa nur mit der Art Capnodis tenebrionis vertreten.

## Bemerkungen zum Namen
Capnodis tenebricosa wurde erstmals 1790 von Olivier unter dem Namen Buprestis tenebricosa beschrieben. Die Beschreibung beginnt mit den Worten d'un noir bronzé (fr. von einem bronzefarbenen Schwarz). Dies erklärt den Artnamen tenebricōsa (lat. finster).
Die Gattung Buprestis wurde von Eschscholtz 1829 in viele Gattungen zerlegt. Die Gattung Capnodis umfasst die Arten, deren Schildchen hinten abgerundet ist und deren letztes Tarsenglied breiter als lang ist. Der Gattungsname Capnodis ist von altgr. καπνώδης kapnōdes, räucherig abgeleitet und bedeutet von dunkler Farbe, grau bestäubt.
Capnodis tenebricosa Olivier ist synonym zu Capnodis tenebrionis Rossi, aber nicht synonym zu Capnodis tenebrionis Linnaeus. Rossi beschreibt im gleichen Jahr wie Olivier den Käfer unter dem von Linné verwendeten Namen, verweist auch auf die Beschreibung durch Linné und erklärt dann aber, warum der von ihm beschriebene Käfer seiner Meinung nach nicht der von Linné beschriebene ist.
In älterer Literatur wird für Capnodis tenebricosa Olivier auch Capnodis tenebricosa Herbst verwendet.
|                                    |                                                                                           |                                                    |
| Abb. 1: verschiedene Ansichten     |                                                                                           |                                                    |
|                                    |                                                                                           |                                                    |
| Abb. 2: Aus- schnitt Brust- schild | Abb. 3: Ausschnitt Flügeldecke grün angedeutet: Punktstreifen schwarz: Fleck im Intervall | Abb. 4: Ausschnitt Unterseite, 2 letz- te Sternite |

## Merkmale des Käfers
Der Käfer wird fünfzehn bis zwanzig Millimeter lang bei einer Breite von acht bis neun Millimetern. Er zeigt die typische Kahnform der Prachtkäfer. Im Querschnitt ist die Oberseite etwas mehr als die Unterseite gewölbt. Die Oberseite wird im ausführlichen Teil der Erstbeschreibung als matt glänzend bronziert schwarz beschrieben, in einer späteren Beschreibung als dunkel bronzebraun, manchmal schwarz. Der Käfer ist schwach matt glänzend mit glänzenden Schwielen.
Der zurückgezogene Kopf ist unregelmäßig mäßig dicht und fein punktiert mit einigen wenig erhabenen, matten und glatten Stellen, die kaum dunkler sind. Die kurzen elfgliedrigen bronzefarbenen Fühler sind kaum länger als der Kopf. Das Basisglied ist dick, das zweite und dritte Glied kurz und kugelförmig, das vierte etwas länger und umgekehrt kegelförmig. Ab dem fünften sind die Glieder nach innen nicht dreieckig, sondern eher rechteckig verbreitert (schwach gesägt).
Die Augen sind groß, oval, seitenständig und nur wenig hervorstehend (in der Frontalansicht in Abb. 1 gut sichtbar).
Der Halsschild ist stumpf herzförmig, etwas breiter als lang. Vorn verengt er sich bis auf Kopfbreite. Die Halsschildbasis ist an den Seiten konkav, in der Mitte konvex geschwungen. In der Mitte der Halsschildbasis befindet sich ein tief eingedrücktes Grübchen in Form eines vorn abgerundeten, nach hinten geöffneten stumpfen Winkels. Der Halsschild ist ebenfalls mäßig dicht und fein punktiert mit dunklen Schwielen, diese sind jedoch deutlich erhöht, glänzend und auch farblich scharf abgesetzt. Laut einer alten Beschreibung verleihen diese erhöheten Zierrathen dem Halsschild das Ansehen von Schnitzarbeit (Abb. 2). Unter diesen Schwielen fallen fünf große, stark glänzende sogenannte Spiegelflecke besonders auf. Je ein Spiegelfleck befindet sich an der Halsschildbasis etwas näher an der Hinterecke als beim Grübchen, vor jedem dieser Spiegelflecken liegt etwas vor der Mitte ein rundlicher Spiegelfleck, und vor dem Grübchen liegt auf gleicher Höhe wie die rundlichen Flecke ein fünfter, meist unregelmäßig ausgefranster Spiegelfleck. Die Hinterecken sind annähernd rechtwinklig. Durch die scharf abgesetzten Schwielen fühlt sich der Halsschild rau an.
Die Flügeldecken sind kaum breiter als der Halsschild und zweieinhalb mal so lang wie dieser. Jede Flügeldecke verläuft in der vorderen Hälfte annähernd parallel, in der hinteren Hälfte verengt sie sich kaum konvex zu einer abgerundeten Spitze. Die Flügeldecken tragen in Längsreihen angeordnete Punkte (in Abb. 3 links unten grün koloriert). Die Intervalle zwischen diesen Punktreihen sind etwa gleich breit und ziemlich flach. Sie sind teilweise dicht punktiert, teilweise sind sie etwas erhaben, glatt und matt. Häufig ist jedes zweite Intervall überwiegend glatt und einigermaßen regelmäßig von rundlichen, tiefer liegenden, golden glänzenden Flecken unterbrochen, welche durch eine Gruppe dicht beieinander stehender Punkte gebildet werden. Dadurch entsteht eine Struktur, die in einer französischsprachigen Beschreibung als marqueterie (Intarsie, Einlegearbeit) bezeichnet wird (Abb. 3). Diese Struktur ist aber ziemlich unregelmäßig und variiert zwischen den einzelnen Individuen.
Das schwarze Schildchen ist rundlich und ungewöhnlich klein (punktförmig).
Die Unterseite und die Beine sind dunkel blauviolett bis bläulich schwarz. Unterseite und Schenkel tragen zahlreiche golden glänzend umrandete Porenpunkte, aus denen eine kurze Borste entspringt (Abb. 4). Das letzte Hinterleibssegment ist beim Männchen gerade abgeschnitten oder äußerst schwach ausgerandet, beim Weibchen leicht konvex.

## Biologie
Der Käfer wird in warmen Klimaten regelmäßig aus Mandel-, Pfirsich-, Kirschen- und Birnenkulturen gemeldet, wo er an frischen Trieben fressen kann. Gelegentlich wurde und wird der Käfer auch als Schädling eingestuft, doch im Vergleich zu anderen Capnodis-Arten, mit denen er möglicherweise verwechselt wurde, ist er als Schädling unbedeutend. Dies liegt auch daran, dass sich seine Larven nicht im Holz entwickeln (wie in älteren Publikationen fälschlicherweise angegeben), sondern oligophag in den Wurzeln verschiedenen Arten von Ampfer leben. Der Käfer wird deswegen auch überwiegend am Boden angetroffen, isoliert in der Sonne sitzend oder auf Trockenrasen (xerophile Grasvegetation), sowie unter Steinen. Man findet ihn auf den Wirtspflanzen und verschiedenen benachbarten Pflanzen, in Griechenland zwischen Februar und Oktober in lockerem Buschwald der Ebene und tieferer Berglagen und in der Garigue.

## Verbreitung
Die Art kommt rund um das Mittelmeer und auf den meisten Mittelmeerinseln (holomediterran) vor. Außerdem ist der Käfer im Westen aus Portugal gemeldet und nach Osten reicht sein Verbreitungsgebiet bis nach Zentralasien (Iran, Afghanistan, Kasachstan).